# Major League Baseball 1998
L'All-Star Game si è giocato il 7 luglio al Coors Field di Denver, Colorado ed è stato vinto dalla selezione dell'American League per 13-8.
Le World Series si sono svolte tra il 17 e il 21 ottobre e sono state vinte dai New York Yankees, per 4 partite a 0 sui San Diego Padres.

## Regular Season

### American League

#### East Division
| # | Squadra              | Vittorie | Sconfitte | Perc. | Diff. |
| - | -------------------- | -------- | --------- | ----- | ----- |
| 1 | New York Yankees     | 114      | 48        | .704  | -     |
| 2 | Boston Red Sox       | 92       | 70        | .568  | 22.0  |
| 3 | Toronto Blue Jays    | 88       | 74        | .543  | 26.0  |
| 4 | Baltimore Orioles    | 79       | 83        | .488  | 35.0  |
| 5 | Tampa Bay Devil Rays | 63       | 99        | .389  | 51.0  |

#### Central Division
| # | Squadra            | Vittorie | Sconfitte | Perc. | Diff. |
| - | ------------------ | -------- | --------- | ----- | ----- |
| 1 | Cleveland Indians  | 89       | 73        | .549  | -     |
| 2 | Chicago White Sox  | 80       | 82        | .494  | 9.0   |
| 3 | Kansas City Royals | 72       | 89        | .447  | 16.5  |
| 4 | Minnesota Twins    | 70       | 92        | .432  | 19.0  |
| 5 | Detroit Tigers     | 65       | 97        | .401  | 24.0  |

#### West Division
| # | Squadra           | Vittorie | Sconfitte | Perc. | Diff. |
| - | ----------------- | -------- | --------- | ----- | ----- |
| 1 | Texas Rangers     | 88       | 74        | .543  | -     |
| 2 | Anaheim Angels    | 85       | 77        | .525  | 3.0   |
| 3 | Seattle Mariners  | 76       | 85        | .472  | 11.5  |
| 4 | Oakland Athletics | 74       | 88        | .457  | 14.0  |

|  | Vincitore Division |
|  | Wild Card          |

### National League

#### East Division
| # | Squadra               | Vittorie | Sconfitte | Perc. | Diff. |
| - | --------------------- | -------- | --------- | ----- | ----- |
| 1 | Atlanta Braves        | 106      | 56        | .654  | -     |
| 2 | New York Mets         | 88       | 74        | .543  | 18.0  |
| 3 | Philadelphia Phillies | 75       | 87        | .463  | 31.0  |
| 4 | Montreal Expos        | 65       | 97        | .401  | 41.0  |
| 5 | Florida Marlins       | 54       | 108       | .333  | 52.0  |

#### Central Division
| # | Squadra             | Vittorie | Sconfitte | Perc. | Diff. |
| - | ------------------- | -------- | --------- | ----- | ----- |
| 1 | Houston Astros      | 102      | 60        | .630  | -     |
| 2 | Chicago Cubs        | 90       | 73        | .552  | 12.5  |
| 3 | St. Louis Cardinals | 83       | 79        | .512  | 19.0  |
| 4 | Cincinnati Reds     | 77       | 85        | .475  | 25.0  |
| 5 | Milwaukee Brewers   | 74       | 88        | .457  | 28.0  |
| 6 | Pittsburgh Pirates  | 69       | 93        | .426  | 33.0  |

#### West Division
| # | Squadra              | Vittorie | Sconfitte | Perc. | Diff. |
| - | -------------------- | -------- | --------- | ----- | ----- |
| 1 | San Diego Padres     | 98       | 64        | .605  | -     |
| 2 | San Francisco Giants | 89       | 74        | .546  | 9.5   |
| 3 | Los Angeles Dodgers  | 83       | 79        | .512  | 15.0  |
| 4 | Colorado Rockies     | 77       | 85        | .475  | 21.0  |
| 5 | Arizona Diamondbacks | 65       | 97        | .401  | 33.0  |

|  | Vincitore Division |
|  | Wild Card          |

- I Chicago Cubs hanno sconfitto in una gara di spareggio i San Francisco Giants per decidere l'assegnazione della wild card della National League.

### Record Individuali

#### American League
| Stat. | Giocatore           | Squadra           | Totale |
| ----- | ------------------- | ----------------- | ------ |
| AVG   | Bernie Williams     | New York Yankees  | .339   |
| HR    | Ken Griffey Jr.     | Seattle Mariners  | 56     |
| RBI   | Juan González       | Texas Rangers     | 157    |
| R     | Derek Jeter         | New York Yankees  | 127    |
| H     | Alexander Rodriguez | Seattle Mariners  | 213    |
| SB    | Rickey Henderson    | Oakland Athletics | 66     |

| Stat. | Giocatore      | Squadra                             | Totale |
| ----- | -------------- | ----------------------------------- | ------ |
| W     | Roger Clemens  | Toronto Blue Jays                   | 20     |
| W     | Rick Helling   | Texas Rangers                       | 20     |
| W     | David Cone     | New York Yankees                    | 20     |
| L     | Jaime Navarro  | Chicago White Sox                   | 16     |
| L     | Tom Candiotti  | Oakland Athletics                   | 16     |
| L     | Juan Guzman    | Toronto Blue Jays Baltimore Orioles | 16     |
| ERA   | Roger Clemens  | Toronto Blue Jays                   | 2.65   |
| K     | Roger Clemens  | Toronto Blue Jays                   | 271    |
| IP    | Scott Erickson | Baltimore Orioles                   | 251 ⅓  |
| SV    | Tom Gordon     | Boston Red Sox                      | 46     |

- Roger Clemens vincitore della Tripla Corona dei lanci.

#### National League
| Stat. | Giocatore      | Squadra             | Totale |
| ----- | -------------- | ------------------- | ------ |
| AVG   | Larry Walker   | Colorado Rockies    | .363   |
| HR    | Mark McGwire   | St. Louis Cardinals | 70     |
| RBI   | Sammy Sosa     | Chicago Cubs        | 158    |
| R     | Sammy Sosa     | Chicago Cubs        | 134    |
| H     | Dante Bichette | Colorado Rockies    | 219    |
| SB    | Tony Womack    | Pittsburgh Pirates  | 58     |

| Stat. | Giocatore      | Squadra               | Totale |
| ----- | -------------- | --------------------- | ------ |
| W     | Tom Glavine    | Atlanta Braves        | 20     |
| L     | Darryl Kile    | Colorado Rockies      | 17     |
| ERA   | Greg Maddux    | Atlanta Braves        | 2.22   |
| K     | Curt Schilling | Philadelphia Phillies | 300    |
| IP    | Curt Schilling | Philadelphia Phillies | 268 ⅔  |
| SV    | Trevor Hoffman | San Diego Padres      | 53     |

## Post Season
|  | Division Series | Division Series  | Division Series   |                  |                   | League Championship Series | League Championship Series | League Championship Series |  |  | World Series | World Series     | World Series |
|  |                 |                  |                   |                  |                   |                            |                            |                            |  |  |              |                  |              |
|  | 1               | New York Yankees | 3                 |                  |                   |                            |                            |                            |  |  |              |                  |              |
|  | 3               | Texas Rangers    | 0                 |                  |                   |                            |                            |                            |  |  |              |                  |              |
|  | 3               | Texas Rangers    | 0                 |                  | 1                 | New York Yankees           | 4                          |                            |  |  |              |                  |              |
|  |                 |                  |                   |                  | 1                 | New York Yankees           | 4                          |                            |  |  |              |                  |              |
|  |                 | 2                | Cleveland Indians | 2                |                   |                            |                            |                            |  |  |              |                  |              |
|  | 2               | 2                | Cleveland Indians | 2                | Cleveland Indians | 3                          |                            |                            |  |  |              |                  |              |
|  | 2               |                  |                   |                  | Cleveland Indians | 3                          |                            |                            |  |  |              |                  |              |
|  | wc              | Boston Red Sox   | 1                 |                  |                   |                            |                            |                            |  |  |              |                  |              |
|  |                 |                  |                   |                  |                   |                            |                            |                            |  |  | AL           | New York Yankees | 4            |
|  |                 |                  | NL                | San Diego Padres | 0                 |                            |                            |                            |  |  |              |                  |              |
|  | 1               | Atlanta Braves   | 3                 |                  |                   |                            |                            |                            |  |  |              |                  |              |
|  | wc              | Chicago Cubs     | 0                 |                  |                   |                            |                            |                            |  |  |              |                  |              |
|  | wc              | Chicago Cubs     | 0                 |                  | 1                 | Atlanta Braves             | 2                          |                            |  |  |              |                  |              |
|  |                 |                  |                   |                  | 1                 | Atlanta Braves             | 2                          |                            |  |  |              |                  |              |
|  |                 | 3                | San Diego Padres  | 4                |                   |                            |                            |                            |  |  |              |                  |              |
|  | 2               | 3                | San Diego Padres  | 4                | Houston Astros    | 1                          |                            |                            |  |  |              |                  |              |
|  | 2               |                  |                   |                  | Houston Astros    | 1                          |                            |                            |  |  |              |                  |              |
|  | 3               | San Diego Padres | 3                 |                  |                   |                            |                            |                            |  |  |              |                  |              |

### Division Series
American League
| Data                                  | Squadra di casa  | Squadra ospite   | Ris.  |
| ------------------------------------- | ---------------- | ---------------- | ----- |
| 29/09                                 | New York Yankees | Texas Rangers    | 2 - 0 |
| 30/09                                 | New York Yankees | Texas Rangers    | 3 - 1 |
| 02/10                                 | Texas Rangers    | New York Yankees | 0 - 4 |
| New York Yankees vincono la serie 3-0 |                  |                  |       |

| Data                                   | Squadra di casa   | Squadra ospite    | Ris.   |
| -------------------------------------- | ----------------- | ----------------- | ------ |
| 29/09                                  | Cleveland Indians | Boston Red Sox    | 3 - 11 |
| 30/09                                  | Cleveland Indians | Boston Red Sox    | 9 - 5  |
| 02/10                                  | Boston Red Sox    | Cleveland Indians | 3 - 4  |
| 03/10                                  | Boston Red Sox    | Cleveland Indians | 1 - 2  |
| Cleveland Indians vincono la serie 3-1 |                   |                   |        |

National League
| Data                                | Squadra di casa | Squadra ospite | Ris.  |
| ----------------------------------- | --------------- | -------------- | ----- |
| 30/09                               | Atlanta Braves  | Chicago Cubs   | 7 - 1 |
| 01/10                               | Atlanta Braves  | Chicago Cubs   | 2 - 1 |
| 03/10                               | Chicago Cubs    | Atlanta Braves | 2 - 6 |
| Atlanta Braves vincono la serie 3-0 |                 |                |       |

| Data                                  | Squadra di casa  | Squadra ospite   | Ris.  |
| ------------------------------------- | ---------------- | ---------------- | ----- |
| 29/09                                 | Houston Astros   | San Diego Padres | 1 - 2 |
| 01/10                                 | Houston Astros   | San Diego Padres | 5 - 4 |
| 03/10                                 | San Diego Padres | Houston Astros   | 2 - 1 |
| 04/10                                 | San Diego Padres | Houston Astros   | 6 - 1 |
| San Diego Padres vincono la serie 3-1 |                  |                  |       |

### League Championship Series
American League
| Data                                  | Squadra di casa   | Squadra ospite    | Ris.  |
| ------------------------------------- | ----------------- | ----------------- | ----- |
| 06/10                                 | New York Yankees  | Cleveland Indians | 7 - 2 |
| 07/10                                 | New York Yankees  | Cleveland Indians | 1 - 4 |
| 09/10                                 | Cleveland Indians | New York Yankees  | 6 - 1 |
| 10/10                                 | Cleveland Indians | New York Yankees  | 0 - 4 |
| 11/10                                 | Cleveland Indians | New York Yankees  | 3 - 5 |
| 13/10                                 | New York Yankees  | Cleveland Indians | 9 - 5 |
| New York Yankees vincono la serie 4-2 |                   |                   |       |

National League
| Data                                  | Squadra di casa  | Squadra ospite   | Ris.  |
| ------------------------------------- | ---------------- | ---------------- | ----- |
| 07/10                                 | Atlanta Braves   | San Diego Padres | 2 - 3 |
| 08/10                                 | Atlanta Braves   | San Diego Padres | 0 - 3 |
| 10/10                                 | San Diego Padres | Atlanta Braves   | 4 - 1 |
| 11/10                                 | San Diego Padres | Atlanta Braves   | 3 - 8 |
| 12/10                                 | San Diego Padres | Atlanta Braves   | 6 - 7 |
| 14/10                                 | Atlanta Braves   | San Diego Padres | 0 - 5 |
| San Diego Padres vincono la serie 4-2 |                  |                  |       |

### World Series
| Data                                  | Squadra di casa  | Squadra ospite   | Ris.  |
| ------------------------------------- | ---------------- | ---------------- | ----- |
| 17/10                                 | New York Yankees | San Diego Padres | 9 - 6 |
| 18/10                                 | New York Yankees | San Diego Padres | 9 - 3 |
| 20/10                                 | San Diego Padres | New York Yankees | 4 - 5 |
| 21/10                                 | San Diego Padres | New York Yankees | 0 - 3 |
| New York Yankees vincono la serie 4-0 |                  |                  |       |

## Campioni
| World Series 1998 New York Yankees Ventiquattresimo titolo |

## Premi
- Miglior giocatore della Stagione

|    | Giocatore     | Squadra       |
| -- | ------------- | ------------- |
| AL | Juan González | Texas Rangers |
| NL | Sammy Sosa    | Chicago Cubs  |

- Rookie dell'anno

|    | Giocatore  | Squadra           |
| -- | ---------- | ----------------- |
| AL | Ben Grieve | Oakland Athletics |
| NL | Kerry Wood | Chicago Cubs      |

- Miglior giocatore delle World Series

| Giocatore     | Squadra          |
| ------------- | ---------------- |
| Scott Brosius | New York Yankees |